# Instinkt

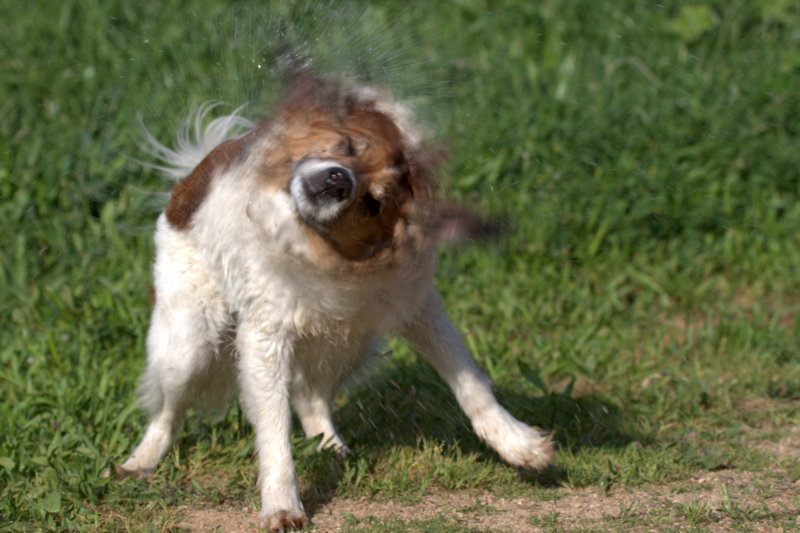
Štěně si instinktivně otřepává vodu z kožichu

Instinkt (z lat. instinguo, instinctus, pobídnout, podnítit) je stereotypní, nutkavé a přitom účelné chování, které není výsledkem učení ani zkušenosti. V přeneseném smyslu schopnost tušit věci, které nejsou smysly poznatelné, například hrozící nebezpečí.
Účelné chování, často vyvolané určitým podnětem, kterému se ani mladý živočich nemusí učit, nýbrž provede je hned napoprvé téměř dokonale a pak už vždycky stejně, vždycky přitahovalo pozornost člověka. Způsob, jak pavouk tká síť nebo jak včely budují plásty zároveň, vyvolával hluboký obdiv nad účelností přírody. Pojem instinktu tak vyjadřoval jednak jistý automatismus, jednak jistotu a dokonalost daného chování a užíval se metaforicky i pro více méně automatické, nikoli promyšlené jednání člověka.
V počátcích experimentální psychologie a etologie se zdálo, že se dobře hodí i pro popis lidského jednání, pokud je spíše nutkavé, automatické a stereotypní. Tento rys neodolatelného nutkání či puzení vyjadřuje české slovo pud, které použil Sigmund Freud pro popis nevědomých motivačních „energií“ člověka. Neměl tím však na mysli jednotlivé instinktivní reakce a pohyby, nýbrž celkové tlaky, jimž je člověk ve společnosti běžně vystavován. Freud mluvil například o „pudu k životu“ a „pudu k smrti“, o „principu reality“ a „principu slasti“.
S pojmem instinktu pracoval ještě rakouský etolog Konrad Lorenz, který jím rozuměl „spontánní systém chování dostatečně jednotný na to, aby si zasloužil pojmenování.“ V polovině 20. století se však ukázalo, že jakmile se pojem instinktu pokusíme přesněji definovat, lidské chování taková definice nevystihuje. Tak pro instinktivní chování živočichů je často typické, že mu nemohou odolat, že je nedokáží potlačit, což u člověka nastává jen zcela výjimečně (např. neodolatelné mrknutí oka, když se před ním náhle objeví překážka).
Naopak německý antropolog Arnold Gehlen poukázal na to, jak je systém instinktů u člověka oslaben a hlavně podřízen – až na nečetné výjimky – vědomému rozhodování; člověk je tak podle něho „bytost s nedostatkem“ (Mangelwesen), která se účelné způsoby jednání v určitém prostředí musí buďto učit, anebo si je hledat sama. Tím je zároveň dána téměř univerzální schopnost člověka přizpůsobit se různému prostředí.
Vzhledem k potížím při definování nakonec psychologové i etologové pojem instinktu opustili a používají raději označení vrozené chování, vrozený vzorec chování. Slovo instinkt se tak vrátilo do obecné řeči. kde jeho víceznačnost a neurčitost nevadí.

## Druhy psychologických pudů

### Pud výživy
Pud výživy je jedním z nejsilnějších pudů. V krajních případech může nabýt agresivního charakteru. Tento pud může přerůst do tzv. alimentačního libida; to je situace, kdy se jídlo stává slastí. Důvod pro toto „přerůstání“ může být neuspokojení jiných potřeb a nahrazení uspokojení jinou potřebou, v tomto případě právě jídlem. Výsledek této slasti může být buď obezita, nebo bulimie.

### Pud sebezáchovy
Tento pud je rovněž velmi silný. Je to totiž spojen s potřebou přežít, vyhnout se bolesti a též se schopností bolest snášet.
Většinou brání sebevrahům provést sebevraždu, lze však snadno potlačit. Na Lince bezpečí využívají při záchraně sebevrahů „aktivaci“ tohoto pudu – sebevrah si uvědomí, co ho může potkat, a tak čin nespáchá.

### Pud agresivity
Agresivita se může objevit v souvislosti se strategií dosahování cíle. U některých jedinců je pud agresivity potlačen a nahrazen jinou strategií; může se ale objevit v okamžiku, kdy původní strategie selže.

### Pohlavní pud
Pohlavní pud se dělí na erotický a sexuální. Erotický pud je zaměřen na uspokojující prožitek, účelem pudu sexuálního je rozmnožování a zachování rodu.

### Pud péče o potomstvo
Tento pud se promítá do péče a citových vazeb k dítěti. Souvisí s potřebou člověka otevřené budoucnosti a transcendence, tj. přesah do budoucnosti pomocí potomků. Pro některé jedince je to také prostředek seberealizace.